# Dryobalanops keithii
Dryobalanops keithii là một loài thực vật có hoa trong họ Dầu. Loài này được Symington mô tả khoa học đầu tiên năm 1939.